# .mobi
Pour l'extension de nom de fichier .mobi, voir PRC (fichier).
Pour les articles homonymes, voir Mobi.

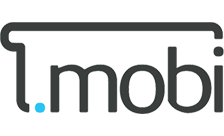

.mobi est un domaine de premier niveau commandité d'Internet réservé aux sites web optimisés pour l'affichage depuis un terminal mobile (téléphone mobile, PDA, BlackBerry, etc.).
Ce nom de domaine a été ouvert le 26 septembre 2006.

## Statistiques d'usage
En janvier 2025, environ 716 000 domaines utilisent l'extension .mobi.